# 及川眠子
及川 眠子（おいかわ ねこ、1960年2月10日 - ）は、日本の作詞家。和歌山県和歌山市出身。血液型はB型。所属事務所は浅井企画。
『残酷な天使のテーゼ』『魂のルフラン』『淋しい熱帯魚』『愛が止まらない』『東京』など数々のJ-POP、アニメソングのヒット作を手掛ける。
『残酷な天使のテーゼ』は平成で最もカラオケで歌われた曲である（JOYSOUND調べ）。1,000曲以上作品を世に出す。

## 来歴・人物
中学生の時に「音楽が好きで、音楽に携る仕事がしたい」との思いから作詞家を志し、「及川眠子」という筆名を思いつく。高校生の頃にシンガーソングライターに憧れたが、ギターのFコードが弾けず作曲を断念。タウン誌の編集、コピーライターなど12回の転職を経験後、1985年（昭和60年）に車のPRソングの歌詞を募集する「三菱ミニカ・マスコットソング・コンテスト」に応募した作品「パッシング・スルー」（歌：和田加奈子）が応募総数36785通の中から最優秀賞を受賞し、作詞家としてデビュー。「パッシング・スルー」は秋元康が補作詞をしているため、実質的なデビュー作はその8か月後のポピンズのアルバム収録曲「秘密100パーセント」「リップ・スキャンダル」。
フジパシフィック音楽出版（現フジパシフィックミュージック）所属時代には、Wink、CoCoなど1980年代後半から1990年代前半のアイドルのヒット曲に多くの歌詞を提供した。1989年（平成元年）にはWinkの「淋しい熱帯魚」が「第22回全日本有線放送大賞年間グランプリ」と「第31回日本レコード大賞」を、1994年（平成6年）にはやしきたかじんの「東京」が全日本有線放送大賞で「読売テレビ最優秀賞」と「特別賞」を受賞した。また、1995年（平成7年）に発売された高橋洋子の「残酷な天使のテーゼ」（テレビアニメ『新世紀エヴァンゲリオン』オープニングテーマ）は発売15年にして2011年（平成23年）のJASRAC賞金賞（著作権分配額1位）を受賞した。この他、CMソングや映画、ミュージカルなどの作詞や訳詞、舞台の構成、アーティストのプロデュース、エッセイやコラム等の執筆、講演活動なども行っている。
あまり売れなかったが好きな自作曲として、池田聡の「僕は君じゃない」、大地真央の「ララバイ」を挙げている。
印税について、「エヴァンゲリオンはすごい。カラオケで歌われると１回につき1円から1.2円が入る。カラオケよりもパチンコの印税が高い」、年収について「パチンコの時は億、いきました。この四半世紀くらい年収は3,000万円を切ったことはない」と明かしている一方で、『新世紀エヴァンゲリオン』自体はほとんど見ておらず、終わった仕事なので興味はないと語っている。
私生活では2000年（平成12年）、40歳のときにひとり旅をしたトルコで18歳年下のトルコ人男性と出会い、2005年（平成17年）に結婚。互いに日本とトルコに住む別居婚がスタートした。結婚生活は13年に及んだが一緒に過ごした期間はその3分の1程度だった。結婚生活を送るにつれ、夫からだんだんと金銭を無心されるようになる。及川は6億円の印税生活を送っていたが、この無心により多額の借金を背負い、その額は離婚時点で7,000万円にまで膨れ上がっていた。後年、この離婚の顛末（てんまつ）を赤裸々につづった自著『破婚』を出版している。
2017年（平成29年）から『及川眠子ノンフィクション賞』を設立。設立理由は、地味なイメージを持つノンフィクションというジャンルを盛り上げたい、ノンフィクションにも面白い作品はこんなにあるよと伝えたかった。

## 及川眠子賞
ノンフィクション愛読家でもある及川は最も愛読したノンフィクションの著者に感謝を伝える賞を創立。
それに関し「作詞活動は瞬間芸みたいなもの。逆にノンフィクションは手間暇を惜しまず、しつこく取材し続けて感動を生む。リスペクトする。また小説の賞はすでにいっぱいあるがノンフィクションは割と地味なイメージだった。」「ノンフィクションにも面白い作品はこんなにあるよ」と世間に伝えたかった。昔から"大宅壮一ノンフィクション賞トトカルチョ"を予想するが外していた。だったら自分が面白いと思うものを選べばいいと思った。」と語っている。
| 回数 | 年     | 作品名                                                       | 著者     | 出版社     | 発売年 |
| ---- | ------ | ------------------------------------------------------------ | -------- | ---------- | ------ |
| 1    | 2018年 | 『黙殺 報じられない"無頼系独立候補"たちの戦い』              | 畠山理仁 | 集英社文庫 | 2017年 |
| 2    | 2019年 | 『サカナとヤクザ：暴力団の巨大資金源「密漁ビジネス」を追う』 | 鈴木智彦 | 小学館     | 2018年 |
| 3    | 2020年 | 『団地と移民課題最先端「空間」の闘い』                       | 安田浩一 | KADOKAWA   | 2019年 |
| 4    | 2021年 | 『地方選 無風王国の「変人」を追う』                          | 常井健一 | KADOKAWA   | 2020年 |
| ５   | 2022年 | 『「低度」外国人材 移民焼き畑国家、日本』                    | 安田峰俊 | KADOKAWA   | 2021年 |

## 作風
- 中山ラビや加川良の影響を受けており、はじめは彼女らのマネから詩作を始めたと述べている[14]。
- 『残酷な天使のテーゼ』はプロデューサーの大月俊倫からアニメの分厚い企画書を渡され、「難解な歌詞にしてくれ」というオファーを受けた。及川は『じゃあ哲学的にしていい？』と許可をもらい、たまたま目に入った萩尾望都の『残酷な神が支配する』から"残酷"という言葉をもらった。"テーゼ"はドイツ語の"哲学的"からもらった[13]。

## 評価
- Winkのプロデューサーをつとめた水橋春夫は、「初めて詞を見たときに感じたけど、あなたの着眼点は人とまったく違っていた」と評価している[15]。
- エヴァンゲリオンの主題歌を歌った高橋洋子は、どんなに難しい曲でも及川の詞が乗ると途端に歌いやすくなると述べており、彼女の詞を「歌に乗せると生きる詞」だと表現している[1]。

## 作詞作品
及川眠子OFFICIAL WEBSITE「Works」をベースに参照 http://www.oikawaneko.com/works.html 最新は本人のSNSを参照。
2018年6月時点で、音楽作品での作詞担当は931曲、舞台やCMその他の曲では303曲にも及ぶ。

### アーティスト提供作品
※五十音順

#### ア行
- RA
  - TRY TRY TRY（作曲・編曲：朝本浩史）
- R.A.M.
  - DIVER♯2100（作曲・編曲：平間あきひこ） ※アニメ「電脳冒険記ウェブダイバー」
- 相川恵里
  - せつなくてジェラシー（作曲・編曲：船山基紀）
- 逢川まさき
  - 泣けない女（作曲：田尾将実）
- 相田翔子
  - タペストリー（作曲：相田翔子）
- アイドル・マスター
  - 未完成の歴史（作曲・編曲：椎名豪）
- 秋川雅史
  - 息吹（作曲：タレガ）
  - Faraway（作曲：ロドリーゴ）
  - 愛の夢（作曲：リスト）
  - 星を継ぐ者に（作曲：ラヴェル）
  - もう微笑んで（作曲：ショパン）
  - 生まれた意味（作曲：ランゲ）
  - 氷の中の夏（作曲：フォーレ）
  - 奇跡のかけら（作曲：ショパン）
  - 揺れる瞬間（作曲：ベートーヴェン）
  - しずく（作曲：サン・サーンス）
- アグネスチャン
  - プロポーズ（作曲：都志見隆）
- 明坂聡美
  - 伝説が生まれるまで（作曲・編曲：横山克） ※アニメ「戦国乙女〜桃色パラドックス〜」
- 麻生よう子
  - 心をあげたい（作曲：上田知華） ※ドラマ「泣きっ面に姑Ⅲ」
- 天野小夜子
  - プエルトリコ（作曲：D. Schoufs, D. Shoovaerts）
- 安室奈美恵
  - わがままを許して（作曲・編曲：小森田実）
- 新谷由美
  - さよならのシグナル（詞・曲：Joel Carbone, Richie Zito） - 日本語詞担当 ※アニメ「プロジェクトA子」
- 倫永亮（アンソニー・ロン）
  - 愛があるから（作曲：倫永亮）
- E-Style
  - 誘惑のビビッ（作曲・編曲：久保こーじ）
  - VS（ヴァーサス）純情（作曲・編曲：山崎燿）
  - 恋は夏仕様（作曲・編曲：久保こーじ）
- 伊織
  - 瞳を閉じれば（作曲・編曲：大野克夫） ※アニメ「名探偵コナン」
  - 想い出たち（作曲・編曲：大野克夫） ※アニメ「名探偵コナン」
  - やるっきゃないのさ（作曲・編曲：大野克夫） ※アニメ「名探偵コナン」
- 伊倉一寿
  - 笑顔を見せて（作曲・編曲：坂本洋）
  - 水に映る太陽（作曲：大島ミチル, Beldrich Smetana）
  - モンロー気分で（作曲：鈴木豪）
  - 君が待つ場所（作曲：鈴木豪）
  - 50億分の１の奇蹟（作曲・編曲：大島ミチル）
- 伊倉一寿, 玄田哲章
  - オーロラの夢（作曲：山本健司, 神林早人） ※アニメ「魔神英雄伝ワタル」
- 池澤春菜, NOB	
  - 世紀末でも平気（作曲：井上慎二郎）
- 池澤春菜, 桑島法子
  - Neo Evolution	Single（作曲：谷本新） ※アニメ「超神姫ダンガイザー」
- 池田聡
  - 運命（作曲：小池雄治）
  - 僕は君じゃない（作曲：八田雅弘）
  - My Memories（作曲：八田雅弘）
  - SWIMMER（作曲：池田聡）
  - 悲しみの感触（作曲：池田聡）
- 池田政典
  - 葡萄色の雫（作曲：Michel Howard Jr.）
  - 愛してFinale（作曲：Michel Howard Jr.）
  - 情熱が終わらない（作曲：Michel Howard Jr.）
  - YES, GOOD-NIGHT（作曲：Michel Howard Jr.）
  - MYSTERY DANCER（作曲・編曲：Jimmy Johnson）
  - ムーンライト伝説（作曲：夢野真音） ※アニメ「愛と剣のキャメロット」
- 池田政典, 羽根田征子
  - 愛のセレブレイション（詞・曲：M. Messer, G. Goffin） - 日本語詞担当
- izi
  - Bitter（作曲：izi）
  - Once and Again（作曲・編曲：佐久間正英）
- 石川ひとみ
  - キミらしいまま（作曲：前田克樹） ※アニメ「パーマン」
  - 世界中が宝物（作曲：前田克樹） ※アニメ「ぐるぐるタウンはなまるくん」
- 石田ひかる
  - NATURAL CHOICE（詞・曲：Joey Carbone） - 日本語詞担当
- 石野真子
  - 生まれる前から恋してた（作曲・編曲：小坂明子）
  - 碧の奇跡（作曲：鈴木雄大）
  - 星になった涙たち（作曲：小坂明子）
- 五木ひろし
  - 満ち潮（作曲：弦哲也）
- 伊瀬茉莉也
  - 遠い声（作曲：MOKU）
  - 能ある女子は爪を隠す（作曲：MOKU）
  - ルシフェルの罪と罰（作曲：MOKU）
  - 繭（作曲：MOKU）
- 井上喜久子
  - 空からの贈り物（作曲：湯川トーベン） ※アニメ「怪盗セイント・テール」
  - 不思議なあなた（作曲：赤塩正樹） ※アニメ「トワイライト・シンドローム」
- 井上貴子
  - 奇蹟の扉（作曲：谷本新）
- EVE
  - JOSEPH! JOSEPH!（詞・曲：Nillie Casmas, Samuel Steinberg）- 日本語詞担当 ※ドラマ「男と女・ニューヨーク恋物語Ⅱ」
- 今井由香
  - 地図にない未来（作曲：TA.Cool） ※アニメ「マスターモスキートン'99」
  - 気ままにハピネス（作曲：桐生千弘） ※アニメ「きまぐれオレンジ☆ロード」
- 岩男潤子, こおろぎさとみ
  - Noiseな二人（作曲・編曲：坂本洋） ※アニメ「怪盗セイント・テール」
- Wink
  - 愛が止まらない 〜Turn It Into Love〜 ※ドラマ「追いかけたいの」
  - DING DING 〜恋から始まるふたりのトレイン〜
  - 悪いあなた 〜Love In The First Degree〜
  - 優しい頃を踊りたい 〜Cross My Broken Heart〜
  - 涙をみせないで 〜Boys Don't Cry〜
  - Only Lonely
  - Especially For You 〜優しさにつつまれて〜
  - Baby Me
  - Take Me To Heaven
  - Remember Sweet
  - 淋しい熱帯魚 ※CM「パナソニック・ヘッドフォンステレオ」
  - 背中まで500マイル
  - Special To Me
  - 愛してる 〜Never Stopped Loving You〜
  - Joanna
  - Sexy Music
  - いちばん哀しい薔薇
  - 夏服のジュリエット 〜Dos Hombres〜
  - 雨に願いを
  - あの夏のシーガル 〜Cherish〜
  - I'm Gonna Knock On Your Door
  - 月夜の真珠貝
  - 夜にはぐれて 〜Where Were You Last Night〜
  - 想い出までそばにいて
  - ニュー・ムーンに逢いましょう ※CM「パナソニック・ヘッドフォンステレオ」
  - 水の星座
  - 冬の蜃気楼
  - 悪い夢
  - Miracle Knight
  - きっと熱いくちびる 〜リメイン〜
  - 奇跡のモニュメント
  - 真夏のトレモロ ※CM「パナソニック・ヘッドフォンステレオ」
  - 想い出にGood Luck
  - Fun Fun Fun
  - 背徳のシナリオ ※CM「パナソニック・ヘッドフォンステレオ」
  - 12月の織姫 (詞曲：ログザンヌ・シーマン・ビリー・ヒューズ)
  - 闇夜の逃亡者 〜All Night Long〜
  - Tears
  - 追憶のヒロイン ※アニメ「わたしとわたし〜ふたりのロッテ」
  - イマージュな関係 ※アニメ「わたしとわたし〜ふたりのロッテ」
  - 摩天楼ミュージアム
  - スカーレットの約束 ※バラエティー「クイズ年の差なんて」
  - Frou-Frou
  - ピアスの真相 〜We Can Make It〜
  - Like A Bird (詞曲：ログザンヌ・シーマン・ビリー・ヒューズ・John Keller)
  - 未来まで待てない
  - 恋愛ギャンブラー
  - ロマンスの方舟
  - リアルな夢の条件
  - 無実のオブジェ
  - あなたに秘密な夜
  - 冬幻想
  - 刹那ヴァージョン
  - Only One
  - 永遠のレディードール
  - 幻が叫んでる
  - JIVE INTO THE NIGHT 〜野蛮な夜に
  - 永遠の恋人 〜AIN'T NOBODY〜
  - 悲しみよりもしたたかに 〜MY TURN〜
  - 恋の受難にようこそ
- 上坂すみれ
  - 来たれ!暁の同志（作曲：岡部啓一）
- 植田慎一郎
  - キャラメル（作曲：MOKU）
  - 空よ海よ（作曲：MOKU）
- 上田正樹
  - You're My Soul Mate（作曲：Bill Wesley, 上田正樹）
- 打越元久
  - 遺した想い（作曲：打越元久）
- 内田真礼
  - 恋の発熱（作曲：鷺巣詩郎） ※映画「ヲタクに恋は難しい」
- 浦井健治
  - The Origin of Love（作詞・作曲：Stephen Trask） - 訳詞担当 ※ミュージカル「ヘドウィグ・アンド・アングリーインチ」
- Emu
  - もっとロマンス（作曲：秦英二郎）
- erico
  - 針とナイフ（作曲：H.Ogura）
  - Shed My Skin（作曲：水橋春夫）
  - News!（作曲：erico）
- ELISA
  - BUTTERFLY（作曲：田代智一）
- 大竹しのぶ
  - SHIOBOHN（作曲・編曲：坂本昌之）
  - 花の予感（作曲：相田翔子）
  - ブルーベリー（作曲：乃咲利帆）
  - 満月（作曲：鈴木康博）
  - 祈り（作曲：佐藤健）
  - まあるいララバイ（作曲：山口美央子）
  - 憧れの果て（作曲：辻畑鉄也）
  - この胸におかえり（作曲：タケカワ・ユキヒデ）
  - やわらかな時間（とき）（作曲：岩代太郎）
  - SEAN（作曲・編曲：坂本昌之）
  - きっと嬉しい（作曲：楠瀬誠志郎）
  - 常夜灯（作曲：小森田実）
  - 優しい気持ちになれるのは（作曲：亀井登志夫）
  - 腕のなかの天使（作曲：八田雅弘）
  - おやすみ羊たち（作曲：松岡基樹）
  - 夢の鏡（作曲：池田聡）
  - 夜明け（作曲：小林靖宏）
  - 想い（作曲：倫永亮）
- 大谷育江
  - せつないあなたに（作曲：鈴木捺浩） ※アニメ「ガーディアンヒーローズ」
- 大仁田厚
  - 胸いっぱいに抱きしめて（作曲：青木秀一）
- 大西洋平
  - さぁ行け！ニンニンジャー（作曲・編曲：佐藤晃） ※特撮ドラマ「手裏剣戦隊ニンニンジャー」
- 大橋純子
  - 残響（作曲：Dick Lee）
  - ホテル・マージナル（作曲：Dick Lee）
  - ふとした瞬間（作曲：崎谷健次郎）
  - Say Love（作曲：中西圭三）
  - My Journey（作曲：中西圭三）
  - 星を探して（作曲：佐藤健）
  - 微笑むための勇気（作曲・編曲：佐藤健）
  - A Way	Album（作曲・編曲：佐藤健）
  - どうして心は（作曲・編曲：佐藤健）
  - Dear Summer（作曲・編曲：佐藤健）
- 大橋純子, 中西圭三
  - あの頃のように（作曲：佐藤健）
- 大橋利恵
  - 愛って何？（作曲：羽場仁志）
- 岡崎葉
  - 東京は恋のアジト（作曲：如月弥生）
  - 水の中の小さな太陽（作曲：如月弥生）
  - あの頃リセエンヌ（作曲・編曲：岩崎工）
  - パリ発（作曲・編曲：岩崎工）
- 岡崎昌幸
  - 愛するだけじゃ足りないよ（作曲：谷本新） ※アニメ「KIZUNA -絆- 恋のから騒ぎ」
- 岡本麻弥
  - メモリーズ（作曲：岸正之） ※アニメ「大草原の小さな天使〜ブッシュベイビー」
  - おやすみマーフィー（作曲・編曲：宮川彬良） ※アニメ「大草原の小さな天使〜ブッシュベイビー」
- 緒方恵美
  - 僕を放て（作曲：manzo）
- 荻野目洋子
  - Heaven（作曲：鴨井学） ※テレビ番組「ウゴウゴ・ルーガ」
  - 幸せは砂時計のように（作曲：浅田直） ※テレビ番組「ウゴウゴ・ルーガ」
  - Always（作曲：林田健司） ※テレビ番組「ウゴウゴ・ルーガ」
  - ひまわり（作曲：NOBODY）
  - 素直な恋（作曲：大羽義光）
- 奥永知子
  - 空が泣いても（作曲：八田雅弘）
  - 見えない言葉（作曲：長沢ヒロ）
  - 何故・・・？（作曲：松本俊明）
  - ル・レストラン（詞・曲：Brenda Russell） - 日本語詞担当
  - 愛を追いかけて（作曲：八田雅弘）

#### カ行
- かいばしらず
  - どないしましょか、つんつるてん（作曲：小板橋博司） ※テレビ番組「ひらけ！ポンキッキ」
- 鹿賀丈史
  - A NEW DAY（詞・曲：Thomas Chow, Dick Lee） - 日本語詞担当
  - 微笑みのせいさ（作曲・編曲：見岳章）
  - 君が胸にしみる（作曲：都志見隆）
- 影山ヒロノブ
  - Fighters（作曲：鈴木キサブロー） ※アニメ「電脳冒険記ウェブダイバー」
- 笠原弘子
  - 特別な涙（作曲・編曲：坂本洋）
- かじのつよし＆嶋大輔
  - 隣に君がいる（作曲：マミヨ）
- 鹿島とも子
  - 愛・メモリー（作曲：Don Wilson） ※ドラマ「まさか、私が」
  - Live For Now（作曲・編曲：桜庭伸幸）
- 柏原芳恵
  - 二年遅れのBirthday（作曲：広谷順子）
  - 薔薇時間（作曲：安藤直弘）
  - 夜明けの迷路（作曲：安藤直弘）
  - 愛を信じて（作曲：安藤直弘）
- 葛城ユキ
  - Love Potion（作曲・編曲：杉原葉子）
  - 輝くために（作曲：松澤浩明）
  - 涙の崖から（詞・曲：Donna Weiss, Kim Carns） - 日本語詞担当
  - Because I Love You（詞・曲：Warren Allen Brooks） - 日本語詞担当
  - Love Is（詞・曲：Christpher Ward, David Tyson, Bluehear Waltzes） - 日本語詞担当
  - たったひとつの存在（こころ）（詞・曲：Jon Lind, Phil Pickett） - 日本語詞担当
  - 心だけドレスアップ（詞・曲：Jon Lind, Phil Pickett） - 日本語詞担当
  - そばにいるよ（詞・曲：Jon Lind, Phil Pickett） - 日本語詞担当
  - More Than A Lifetime（詞・曲：Jon Lind, Phil Pickett） - 日本語詞担当
  - Natural Afrection（詞・曲：Michelle Hart, Joel Chabone） - 日本語詞担当
  - True Romance（詞・曲：Gregg Fulkerson） - 日本語詞担当
- かとうれいこ
  - Listen To Your Heart（詞・曲：Stock, Aitken, Waterman） - 日本語詞担当
  - 週末のアダム＆イヴ（作曲：デビット F）
  - ALL THIS TINE（詞・曲：James MaClintock） - 日本語詞担当
- 金子美香
  - MISLEAD（作曲・編曲：かしぶち哲郎）
  - 恋より簡単（作曲：坂井紀雄）
- 叶正子, 池田聡
  - 愛がそばにあるうちに（作曲：池田聡）
- 神園さやか
  - 道（作曲：多々納好夫）
  - 悲しみのほとりで（作曲：多々納好夫）
  - 歌恋	栞（作曲：都志見隆）
  - 愛が少しだけ（作曲：都志見隆）
  - カレン	純情花吹雪（作曲：つんく♂）
- 川上大輔
  - 永遠（とわ）に覚めない夢（作曲・編曲：ats-）
  - 幸せのカタチ（作曲：丸山真由子）
  - 旅の終わりに（作曲・編曲：小松一也）
  - 君は僕の半分（作曲：NINO）
- 川野夏美
  - 満ち潮（作曲：弦哲也）
  - 仇の風（作曲：弦哲也）
- 木内美歩
  - チャンスな季節（作曲・編曲：坂本洋）
- 木島ユタカ
  - 小さな空き缶（作曲：Swanee River）
  - 僕だけが知っている（スコットランド民謡）
  - 遠いふたり（アメリカ民謡）
  - 十年経てば（スコットランド民謡）
  - GARDEN（アイルランド民謡）
  - 秘密にしかできない恋（アイルランド民謡）
  - 灯火（スコットランド民謡）
  - 家族写真（イングランド民謡）
  - 一人一人（アイルランド民謡）
- 木瀬りえ子
  - 悲しみのオーラ（作曲：松本俊明）
  - 愛されたいと思うのに（作曲：井上ヨシマサ）
- 北岡夢子
  - IT'S-ME（作曲：後藤次利） ※CM「NTTコードレスホン」
  - 絶対さよなら（作曲：後藤次利）
- 北沢麻衣
  - かんにんね（作曲：堀江童子）
- 木の内もえみ, ガチャピン, ムック
  - いっとうしょうたいそう（作曲：いけたけし） ※テレビ番組「ひらけ！ポンキッキ」
- 木村亜也子, 池澤春奈
  - Alive（作曲・編曲：坂本昌之） ※アニメ「超神姫ダンガイザー」
- キューティー鈴木
  - あなたらしくて平気（作曲：太田美智彦）
- 京野ことみ
  - NOW!（作曲：松本俊明）
  - 私のEveryday（作曲：渡辺格）
- キラリンガールズ, ゆう太
  - ぜったいに元気！（作曲・編曲：池毅） ※テレビ番組「ひとりでできるもん！」
- きりもみサイクロン
  - シュラの蕾（作曲：MOKU）
- Cool As Ice
  - 痛いのがお好き？（作曲：谷本新）
  - スカートの下の孤独（作曲：谷本新）
  - 死ぬまで一緒よ（作曲：谷本新）
  - 泡になるのはまだ早い（作曲：谷本新）
  - 欲しい（作曲：谷本新）
  - 愛でトラウマ（作曲：谷本新）
  - 2丁目で逢いましょ（作曲：谷本新）
- 草地章江
  - Destiny（作曲：松原みき）
  - ロマンスに秒読み（作曲：都志見隆）
- 楠野紋子
  - カエルのルンバ（作曲：佐瀬寿一）
- 工藤静香
  - 宇宙（そら）の正面（作曲・編曲：後藤次利）
- 国実百合
  - 優しい天気雨（作曲：林哲司）
  - さよならのパントマイム（作曲：林哲司）
  - 嘘つきな天使（作曲：林哲司）
  - あなたしかいらない（作曲：林哲司）
- 熊田曜子
  - 羽根（作曲：小柳昌法）
  - もぎたての夏（作曲・編曲：遠山裕）
  - True Love（作曲・編曲：川添智久）
  - Always（作曲：川添智久）
- グラシェラ・スサーナ
  - 永遠のノスタルジア（作曲・編曲：グラシェラ スサーナ）
  - 愛の時計（作曲・編曲：小島久政）
  - LA PASION（作曲：大田黒ヒロシ）
- Crush Tears
  - 愛の臨界（作曲・編曲：渡辺俊幸）
- 倉橋ルイ華
  - ルイ華のトラベリング・バス（作曲：村松邦男）
- 黒住憲五
  - Your Friend（作曲：黒住憲五）
- 桑島法子
  - Not Alone（作曲：M Rie）
  - 解き放て！（作曲・編曲：斎藤英夫） ※アニメ「ブルージェンダー」
  - 愛が教えてくれた（作曲・編曲：荒木真樹彦） ※アニメ「ブルージェンダー」
  - Believe（作曲・編曲：朝井泰生） ※アニメ「勝手に桃天使」
- 桑名正博
  - Labyrinth（作曲：坂本洋）
  - 星をたよりに（作曲：浅見昴生）
  - 最後の奇跡（作曲：羽場仁志） ※バラエティー「徳光和夫の情報スピリッツ」
- ケイ・ウンスク
  - あの頃に片想い（作曲：岡本朗）
- K3B
  - 泥棒猫のくせに（作曲：井上大輔）
- 郷ひろみ
  - 蜜月の窓辺（作曲：羽田一郎）
  - プライド未満（作曲：中崎英也）
- Coda
  - Fighting Gold（作曲・編曲：大森俊之） ※アニメ「ジョジョの奇妙な冒険」
- CoCo
  - EQUALロマンス（作曲：山口美央子）
  - 乙女のリハーサル（作曲：岩田雅之）
  - はんぶん不思議 （作曲：岩田雅之）
  - ささやかな誘惑 （作曲：都志見隆）
  - Newsな未来 （作曲：羽田一郎）
  - 無敵のOnly You （作曲：羽田一郎）
  - 横浜Boy Style（作曲：後藤次利） ※「横浜ベイスターズ」応援歌
  - 恋のジャンクション （作曲：川上明彦）
  - Miss LONELY（作曲：いしいめぐみ）
  - WINNING（作曲・編曲：後藤次利） ※「横浜ベイスターズ」応援歌
  - 笑顔で No-Side（作曲・編曲：羽田一郎）
  - あなたといた季節（作曲：MAYUMI）
  - キミがくれた宝石（ジュエル）（作曲：朝倉紀幸） - 補作詞担当
  - 幸せかもね（作曲：尾関昌也）
  - 優しさに帰れない（作曲：山口美央子）
  - 夢の永遠（作曲：菅井えり）
  - 妖精たちのラプソディー（作曲：松本俊明）
  - 思い出がいっぱい（作曲：岩田雅之） ※アニメ「らんま1/2」
  - 夢は眠らない（作曲・編曲：亀田誠治）
  - 天使のチャイム（作曲：山口美央子）
- 小堺一機
  - ナナメ45°（作曲・編曲：村上啓介）
  - 毒（作曲：羽場仁志）
  - 想い出に逢いたくて（作曲：岡本朗）
  - SORRY（作曲：兼元一夫）
  - エピローグが始まる（作曲：国吉良一）
  - MARGINAL（作曲：桜井康志）
  - ふたりの進化論（作曲：井上尭之）
  - 時間（とき）の雫（作曲：井上尭之）
- 五條真由美
  - Dang Dang Dang（作曲・編曲：池毅）
  - もう一度エナジー（作曲：Chihiro） ※アニメ「うさぎちゃんでCue!!」
- 湖月わたる
  - Re-Birth（作曲：羽山茂樹）
  - POISON（作曲：羽山茂樹）
- 小林登美子
  - 最後の Break Down（作曲：片桐和紀）
  - この日の雨を忘れない（作曲：小林登美子）
  - 優しくなりたい（作曲：片桐和紀, 小林登美子）
  - 愛は見えないものだから（作曲：小林登美子, 馬場一嘉）
  - 恋するマジックパワー（作曲：片桐和紀） ※バラエティー「週刊地球TV」
  - さよならの夏が過ぎても（作曲：片桐和紀）
  - 未来で待ってるよ（作曲：片桐和紀）
  - 手のひらから抱きしめて（作曲：羽田一郎）
  - 三日月が揺れた夜（作曲：片桐和紀）
  - 夜明けのヴァース（作曲：小林登美子, 片桐和紀）
  - 誰よりもそばにいて（作曲：岸正之）
  - 微笑みのサイン（作曲：片桐和紀）
  - 幸せをもう少しだけ（作曲：小西貴雄）
  - 等身大のプロフィール（作曲：坂本洋）
  - 一瞬の勇気を（作曲：山口美央子）
  - 正しい涙のこぼしかた（作曲：羽田一郎）
  - あなたがいた夏（作曲：馬場一嘉）
  - ささやかな奇跡（作曲：谷本新）
  - 素敵な平行線（作曲：川上明彦）
- こぶしファクトリー
  - ナセバナル（作曲：星部ショウ）
- 小柳ルミ子
  - 愛のせいで….（作曲・編曲：中崎英也）
  - 日々の泡（作曲・編曲：中崎英也）
- CoLoN:
  - 甘くてにがい（作曲・編曲：中崎英也）
  - バーチャルヘヴン（作曲・編曲：中崎英也）
  - 穴（作曲・編曲：Pieru）
  - 魔性と呼ばれて（作曲・編曲：LASTorder）
- 今野友加里
  - 心ぎりぎり（作曲：Bobby Watson, Yoshiaki Furuta）

#### サ行
- 彩東サリ
  - 幸せのファイル（作曲・編曲：コモリタミノル）
  - GIFT（作曲・編曲：コモリタミノル）
  - 愛してくれた人に（作曲・編曲：コモリタミノル）
- 冴木杏奈
  - 最初の一歩（作曲：林浩司）
  - With Love（作曲：林浩司）
- 佐伯りき
  - ミラムのように（作曲・編曲：白井良明）
  - 忘れかけてたBirthday（作曲・編曲：白井良明）
  - DO-IT EVERYDAY（作曲：八幡國宏）
- 阪井あゆみ
  - 幸せのルール（作曲：Kim Hyeon Seo） ※日本テレビ ドラマ「FACE MAKER」主題歌
- 酒井法子
  - トラベラー（作曲：上杉洋史）
  - 涙ひとつぶ（作曲：オオバコウスケ）
  - きっと今日からは（作曲：松本俊明）
  - 幸せにいちばん近い席（作曲：MAYUMI）
  - Dear Boy（作曲：木戸やすひろ）
  - すこし本気…（作曲：関口俊行）
  - イヴの卵（作曲：MAYUMI）
  - 100％の雨が降る（作曲：富山光弘）
  - あの頃に逢いたい（作曲：鈴木キサブロー）
  - Lonely Heartによろしく（作曲：都志見隆）
- 酒井美紀
  - 淡い欲望（作曲：木戸やすひろ）
  - 雪解け（作曲：木戸やすひろ）
  - あの時と同じ笑顔（作曲：林哲司）
  - 蒼い視線（作曲：林哲司）
  - せつない気持ちを愛と呼ばないで（作曲：林哲司）
  - 想い出だけじゃ悲しい（作曲：林哲司）
  - 青春の予感（作曲：林哲司）
- 坂本千夏
  - ノーブランド・ヒーローズ（作曲・編曲：坂本洋） ※アニメ「ここはグリーン・ウッド」
- 坂本つとむ
  - 波風を纏いながら（作曲：ryumei odagi）
  - しゃれにならねえ（作曲：都志見隆）
- 坂本洋
  - 黄昏に揺れながら（作曲・編曲：坂本洋）
  - 僕たちがいる奇跡（作曲・編曲：坂本洋） ※アニメ「ここはグリーンウッド放送局」
  - 君がいたから（作曲・編曲：坂本洋）
  - Living On The Earth（作曲・編曲：坂本洋）
  - 想い出を許すとき（作曲・編曲：坂本洋）
  - 夏の気持ち（作曲・編曲：坂本洋）
  - For You, For Me（作曲・編曲：坂本洋）
  - 危ない橋（作曲・編曲：坂本洋）
  - 君に優しい未来（作曲・編曲：坂本洋）
  - Dear（作曲・編曲：坂本洋）
  - TIME IS GONE（作曲・編曲：坂本洋）
  - 揺れる心（作曲・編曲：坂本洋）
  - 最後の女（ひと）（作曲・編曲：坂本洋）
  - 楽園の頃（作曲・編曲：坂本洋）
  - 微笑みに Hello Again（作曲・編曲：坂本洋）
  - MIDNIGHT HOTEL（作曲・編曲：坂本洋）
  - SNOW SIDE, STAR SIDE（作曲・編曲：坂本洋）
  - 永遠の楽園（作曲・編曲：坂本洋）
  - 終わらない Silent Movie（作曲・編曲：坂本洋）
- 相楽晴子
  - 惚れてんねん（作曲：桑名正博）
- 佐久間レイ
  - 笑顔の明日へ（作曲：馬場一嘉） ※アニメ「ボンバー・ビーダマン」
- 桜井智
  - 明日をリアライズ（作曲：大田美智彦） ※アニメ「ミサの魔法物語」
  - 「恋」みたいな感じ（作曲・編曲：坂本洋） ※アニメ「怪盗セイント・テール」
  - 明日になれば（作曲・編曲：坂本洋） ※アニメ「怪盗セイント・テール」
- 佐々木清次
  - 涙は誰のせい（作曲：坂本洋）
  - SINGLE（作曲：坂本洋）
- 佐々木望
  - 心をつないで（作曲：高橋研） ※アニメ「幽☆遊☆白書」
  - バックシート・ロマンス（作曲・編曲：宗像仁志）
  - サヨナラの足音（作曲・編曲：西脇辰弥）
  - Dear My Best Friend（作曲・編曲：西脇辰弥） ※アニメ「うしおととら」
- 佐々木望ほか
  - 見えない未来へ（作曲・編曲：高野ふじお） ※アニメ「幽☆遊☆白書」
- 佐田玲子
  - 私の場合（作曲：山口美央子）
  - 演技派（作曲：前嶋康明）
  - 夢はまだ平気ですか（作曲：都志見隆）
- 里中杏子
  - 愛があるの（作曲：里中杏子）
- 沢田研二
  - 涙が満月を曇らせる（作曲：NOBODY）
- 澤地美欧
  - うらはら（作曲：谷本新）
  - すべてが雪のように（作曲：羽田一郎）
- 沢靖英
  - 永遠（とわ）の楽園（作曲：岸正之） ※アニメ「大草原の小さな天使〜ブッシュベイビー」
  - 荒野の果てまでも（作曲：岸正之） ※アニメ「大草原の小さな天使〜ブッシュベイビー」
- SAWORI	
  - エゴイストのように（作曲：小川弘, 黒沢永紀, 岡崎葉）
- ジェロ
  - 火焔樹（作曲：国安修二）
- 柴咲コウ
  - ひとかけら（作曲：野崎良太）
- 篠原恵美
  - くちびるに勇気ください（作曲・編曲：太田美智彦） ※アニメ「エンジェル・グラフティー」
  - 夢を忘れないで（作曲・編曲：小堀ひとみ） ※アニメ「エンジェル・グラフティー」
- しばたかな
  - ハロー・マイフレンズ（作曲：松本俊明） ※「ひらけ！ポンキッキ」
- 芝原チヤコ
  - 世界一に愛してる（作曲・編曲：坂本洋）
- 島津冴子
  - 恋するテレパシー（作曲：東郷昌和）
- 純名里沙
  - さよならの未来図（作曲・編曲：久石譲）
- JoAnne
  - これからだって I Love You（作曲・編曲：コモリタミノル） ※CM「東京ウエディング・コレクション」
  - Over The Way（作曲・編曲：コモリタミノル）
  - VOICE（作曲・編曲：コモリタミノル）
- 少年隊
  - あのとき君を（作曲：飯田建彦）
  - PGF（作曲：井上ヨシマサ）
  - 愛は強いはずなのに（作曲：井上ヨシマサ）
  - EXCUSE（作曲：井上ヨシマサ）
- 庄野真代
  - 奇跡の森（作曲：蛯乃木ユウイチ） ※熊野古道ランドマークソング
  - 凪の時間（作曲：蛯乃木ユウイチ） ※熊野古道ランドマークソング
  - 誓い（作曲：蝦ノ木ユウイチ】 ※エルトゥールル号遭難120周年記念 日本・トルコ友好のテーマ
  - まやかしの花（作曲：筒美京平）
  - cinema（作曲：筒美京平）
- 庄野真代 & JACROTANGS
  - ファム・ファタル（作曲・編曲：木田浩卓）
- 庄野真代 with 稲垣潤一
  - 星はまたたく（作曲：坂本洋）
- 白石涼子
  - 誰にも似てないこの心で（作曲・編曲：宇佐美宏）
  - まっさらな未来（作曲：小柳昌法）
  - ゆらゆらと満月（作曲・編曲：牧野信博）
  - 太陽のかけら（作曲：平井達也） ※アニメ「ひまわり！」
- 白鳥由里
  - ロマンスの森（作曲・編曲：坂本洋） ※アニメ「魔法騎士レイアース」
  - シンシア	You,Baby（作曲・編曲：奥慶一）
- 新葉なな
  - テネシーワルツ（作曲：マミヨ）
  - リ・ターン（作曲：大智）
  - テネシーワルツ（詞・曲：Redd Stewart, Pee Wee King） - 日本語詞担当
  - 雨（詞・曲：Pace Daniele, Argenio Gianni Ernesto, Conti Corrado, Panzeri Mario） - 日本語詞担当
  - 青春の光と影（詞・曲：Joni Michell） - 日本語詞担当
- SUPER MONKEY'S4
  - 愛してマスカット（作曲・編曲：小森田実） ※CM「ロッテ・マスカットガム」
  - わがままを許して（作曲：小森田実）
- 鈴木早智子
  - La Gioconda（作曲：井上大輔）
  - 眠り姫でいたくない（作曲：井上大輔）
  - ラスト・ダンスは頬よせて（作曲：森若香織）
  - 1999年の退屈（作曲：赤城忠治）
  - ハリウッドな恋にして（作曲：羽田一郎）
  - 最後の楽園（エデン）（詞・曲：Crivellent, Farina, Bindella） - 日本語詞担当
  - TRANSFER（作曲：工藤崇）
  - 不実な仔猫たち（詞・曲：Barry Goldberg, Sylvia St James, Roxanne Seeman） - 日本語詞担当
- 杉本和也
  - 闇に溺れる（作曲：花岡優平）
- 菅生裕美, 能地房代
  - 涙とのバトル（作曲：山崎利明）
- 鈴木康博
  - 星になるまで（作曲・編曲：鈴木康博）
  - 愛の回帰線（作曲：鈴木康博）
- ステア
  - GOODに生きよう（作曲・編曲：坂本洋）
- Seiko Ohba, Burak Aziz
  - 伝説の二人（作曲：前田克樹）
  - ASKIN（作曲：小川類）
- 瀬戸朝香
  - いつか出逢う、きっと出逢う（作曲：山口美央子）
- 瀬戸康史
  - Answer（作曲：田辺晋太郎） ※ミュージカル「テニスの王子様」
- ZERO
  - さよなら愛する人（作詞：miru／作曲：ウィ・ジョンス） - 日本語詞担当
  - できることなら（作詞：M.O.U., キム・ジョンイン／作曲：キム・ジョンイン） - 日本語詞担当
  - 愛が終わる前に（作詞：ZERO／作曲：ウィ・ジョンス） - 日本語詞担当
  - 眠るあなたに（作詞：ZERO／作曲：ZERO） - 日本語詞担当
  - 僕だけの戦い（作詞：ZERO／作曲：Trickstar） - 日本語詞担当
  - その日までさよなら（作詞：クオン・ヒジン／作曲：チェ・ギュソン） - 日本語詞担当 ※ドラマ「美しき日々」
  - 約束（作詞：キム・テウン／作曲：ウィ・ジョンス） - 日本語詞担当 ※ドラマ「美しき日々」
  - Good-bye（作詞：キム・ジナ／作曲：キム・ジファン） - 日本語詞担当 ※ドラマ「美しき日々」

#### タ行
- DARLIN'
  - 雨に消えた夏（作曲：石田正人）
- 大至
  - 無名の星（作曲：黒住憲五）
- 大地真央
  - リズム・イズム（作曲：羽田一郎）
  - 女神の毒牙（作曲：谷本新）
  - Sentimental Love Song（作曲：川上明彦）
  - 星の器（作曲：都志見隆）
  - ヒロインの条件（作曲：谷本新）
  - 何だったの（作曲：羽田一郎）
  - 暗くなるまでこの恋を（作曲：川上明彦）
  - 抱擁（作曲：羽田一郎）
  - ララバイ（作曲：都志見隆）
  - 今宵満月（作曲：都志見隆）
  - シングル・モード（作曲：羽田一郎）
  - SUMMERTIME - 日本語詞担当 ※NHK音楽番組「ときめき夢サウンド」
  - I love you, Porgy - 日本語詞担当 ※NHK音楽番組「ときめき夢サウンド」
  - Bess, You Is My Woman Now - 日本語詞担当 ※NHK音楽番組「ときめき夢サウンド」
  - プロフィール（作曲：中崎英也）
  - さっきまで愛していた（作曲：松本俊明）
  - 真夜中のライオン（作曲：八田雅弘）
  - 上海ミストレス（作曲：松本俊明）
  - やりかけの恋（作曲：中崎英也）
  - FAREWELL（作曲：小森田実）
  - 風のパ・ド・ドゥ（作曲：小森田実）
  - ARIA（作曲：八田雅弘）
  - 蒼い地球（ほし）の女（作曲：中崎英也）
  - WONDERFUL LIFE（作詞：Colin Vearncombe） - 日本語詞担当
- 大地真央＆チェッカーズ
  - DREAM - 日本語詞担当 ※フジテレビ音楽番組「ミュージック・フェア」
  - DREAM A LITTLE DREAM - 日本語詞担当 ※フジテレビ音楽番組「ミュージック・フェア」
  - 見果てぬ夢 - 日本語詞担当 ※フジテレビ音楽番組「ミュージック・フェア」
- ダイナマイト関西
  - ディフェンスに手を出すな！（作曲：坂本洋）
- 高井麻巳子
  - 夢回帰線（作曲：山口美央子）
  - 週末の名画座（作曲：八田雅弘）
- 高取ヒデアキ
  - ハリケンジャー参上！（作曲・編曲：池毅） ※戦隊ドラマ「忍風戦隊ハリケンジャー」
- 高橋則子
  - 愛に泣く小鳥（作曲：井上大輔）
- 高橋由美子
  - Realize（作曲：馬場孝幸）
  - ハートの条件（作曲：鹿紋太郎）
  - 出逢えるっていいね（作曲：西岡千恵子）
  - 平気でいて（作曲：伊藤薫）
- 高橋洋子
  - 魂と呼ぶもの（作曲：竹田えり） - 福島復興応援ソング
  - 暫し空に祈りて（作曲：大森俊之） ※パチスロ「エヴァンゲリオン」
  - 慟哭へのモノローグ（作曲：大森俊之） ※新パチスロ「エヴァンゲリオン〜魂の軌跡」
  - 傷だらけの夢（作曲・編曲：米田直之） ※アニメ「COBRA」
  - 魂のルフラン（作曲・編曲：大森俊之） ※アニメ「新世紀エヴァンゲリオン」
  - 心よ原始に戻れ（作曲：佐藤英敏） ※アニメ「新世紀エヴァンゲリオン」
  - 幸せは罪の匂い（作曲・編曲：大森俊之） ※アニメ「新世紀エヴァンゲリオン」
  - 無限抱擁（作曲：高橋洋子） ※アニメ「新世紀エヴァンゲリオン」
  - 予感（作曲・編曲：大森俊之） ※アニメ「新世紀エヴァンゲリオン」
  - 残酷な天使のテーゼ（作曲：佐藤英敏） ※アニメ「新世紀エヴァンゲリオン」
  - 月の迷宮（作曲・編曲：大森俊之） ※アニメ「新世紀エヴァンゲリオン」
- 高畑充希
  - 逃がさないぞ（作曲：鷺巣詩郎, Gioachino Rossini） ※映画「ヲタクに恋は難しい」
  - 星よ教えて（作曲・編曲：鷺巣詩郎） ※映画「ヲタクに恋は難しい」
  - 我は地を這う（作曲：鷺巣詩郎, 佐藤英敏） ※映画「ヲタクに恋は難しい」
- 高畑充希, 山﨑賢人
  - とりあえず、恋と呼ぼう（作曲：鷺巣詩郎） ※映画「ヲタクに恋は難しい」
- 高杢禎彦
  - あれから10年（作曲：勝誠二）
  - 錆びた時計（作曲：岸正之）
  - バラードを止めてくれ（作曲：川上明彦）
  - 男に生まれて（作曲：前田克樹）
  - そんな君が好きだった（作曲：松尾清憲）
  - 辛口の Love Song（作曲：小森田実）
  - 一秒の奇蹟（作曲：辻畑鉄也）
  - Sunrise On My Mind（作曲：勝誠二）
  - 24時間ずっと…（作曲：小森田実）
- たくみ稜
  - 雑魚（作曲：杉本眞人）
  - なんぼのもんや（作曲：杉本眞人）
- 田代万里生
  - Simpatia Prelude（作詞・編曲：田代万里生／作曲：E.エルガー） - 補作詞担当
  - 愛のことば（作曲：ベートーヴェン）
  - ともに描いた夢（作詞：田代万里生／作曲：F.ショパン） - 補作詞担当
- 橘いずみ
  - ぼくらはみらいのたんけんたい（作曲：松本俊明） ※テレビ番組「ひらけ！ポンキッキ」
  - わっはっはたいそう（詞・曲：テリー・レダレス, ワーナー・トーマス） - 日本語詞担当 ※テレビ番組「ひらけ！ポンキッキ」
- 橘いずみ, ガチャピン, ムック
  - いっとうしょうたいそう2（作曲：いけたけし） ※テレビ番組「ひらけ！ポンキッキ」
- 立原啓裕
  - もうあかんのか（作曲：羽田一郎）
- 田中照久
  - 愛しさの名前（作曲：都志見隆）
- 田中裕子
  - 都会（まち）の猫たち（作曲：羽場仁志）
  - メ・ニハ・メ（作曲：羽場仁志）
  - 水のように微笑う（作曲：加瀬邦彦）
  - ニーズ（作曲：加瀬邦彦）
  - 北京秋天（作曲・編曲：大野克夫）
  - 不祥寺（作曲・編曲：大野克夫）
- 谷本貴義
  - 獣拳戦隊ゲキレンジャー（作曲：岩崎貴文） ※「獣拳戦隊ゲキレンジャー」
  - 君のヒーロー（作曲・編曲：山下康介） ※「暴太郎戦隊ドンブラザーズ」
- 田原俊彦
  - THANX（作曲：筒美京平）
  - すべて化石になる日まで（作曲：筒美京平）
  - THE FAKE（作曲・編曲：羽田一郎）
  - 淋しいって言えばいいのに（作曲・編曲：羽田一郎）
  - 愛という名の罪（作曲：玉置浩二）
  - 魂を愛が支配する（作曲：都志見隆）バラエティー「まいど！音楽ラスベガス」
  - 優しい夢（作曲：都志見隆）
  - Act II（作曲：都志見隆）
- 田村英里子
  - Just All My Love（作曲：関口誠人）
  - I Love Me（作曲：都志見隆）
  - ハッピーエンドを待っている（作曲：小森田実）
  - イノセンス（作曲：都志見隆）
- TEAM DASH with PROJECT DMM	
  - ウルトラマンマックス（作曲：高梨康治） ※ウルトラマンシリーズ「ウルトラマンマックス」
- Chica-Boom
  - 未来へのパートナー（作曲：芝草玲）
  - 微笑みの約束（作曲：森村あずさ）
  - もう想い出に逃げない（作曲：柴草玲）
  - いちばん近い天国（作詞：志村享子／作曲：志村享子） - 補作詞担当 ※バラエティー「快快！高田病院へ行こう」
- CHIHARU
  - いつも心に I Love You（作曲：山口美央子）
  - Cadel（作曲：山口美央子） ※CM「グリコ・フローズンヨーグルト」
  - Ding-Dong（作曲：小石夏平）
  - 幸福（しあわせ）のプレゼント（作曲：山口美央子）
  - 嘘みたいな幸せ（作曲：山口美央子）
  - トキメキは忘れた頃にやってくる（作曲：山口美央子）
  - じょうずに効く（作曲：山口美央子） ※バラエティー「やるならやらねば！」
- 知念里奈
  - Pride+Joy（作曲：Joey Carbone, Jeff Carruthers）
- チャーミングス
  - どうなっちゃったって（作曲・編曲：村井聖夜）
- CHA-CHA
  - ぽろり物語（作曲：見岳章）
- チャン・ウンスク
  - 覚悟次第（作曲：樋口義高）
  - 泣いてもいいよ（作曲：樋口義高）
- 長女隊
  - 妹のように（作曲：平松愛理）
  - 鶴岡こころ（作曲：鈴木桃子）
- 鶴岡雅義と東京ロマンチカ
  - ボニータ（作曲：鶴岡正義）
  - 澄んだ瞳のままで（作曲：鶴岡正義）
- t.a.p.
  - 夢で何度でも（作曲：上野圭市）
  - 恋よりもっと（作曲・編曲：上野圭市）
- D/FORCE
  - 愛はどれくらい（作曲：小室和幸／編曲：門倉聡）
- Dio
  - FASCINATION（作曲：羽田一郎） ※「FASCINATION」日本公演イメージソング
- １＊Tina
  - PRIDE（作曲：西隆彰） ※TBS「エンプラ」
  - Please（作曲：長部正和）
  - Tears Rain（作曲：Nieve）
  - Stay For Me（作曲：長部正和）
  - I'll Be There（作曲：長部正和）
- Dimanche
  - Preacious!（作曲：柴田真里）
  - Rain Rain（作曲：柴田真里）
  - Winter Roses（作曲：柴田真里）
  - Touch My Soul（作曲：柴田真里）
  - 夏の永遠（作曲：柴田真里）
- Dilara Aybar
  - 日々の彼方（作曲：比山貴咏史）
- 寺尾友美
  - 神様がくれた Lonely Heart（作曲：前田克樹）
  - 微笑みをたばねて（作曲：中崎英也）
  - 明日の私に（作曲：内藤信也）
  - キミの夢の味方（作曲：前田克樹）
  - パンプスは似合わない（作曲：井上徳雄）
- Tokyo Cheer2 Party
  - 進化系乙女道（作曲・編曲：中崎英也）
- 東京パフォーマンスドール
  - 土曜日だけはキミのために（作曲：尾関昌也）
- 當間ローズ
  - 泣きたい夜に君はいない（作曲：IKEZO）

#### ナ行
- 永井みゆき
  - 恋して大丈夫（作曲：山口美央子）
  - 愛を一輪（作曲：山口美央子）
  - 幸せの合図（作曲：楠瀬誠志郎）
  - 決心（作曲：山崎利明）
- 中島愛
  - 恋のパズルを解いて（作曲：井筒昭雄） ※アニメ「ファイ・ブレイン 神のパズル」
- 中島美智代
  - ちょっと痛い関係（作曲・編曲：後藤次利）
  - 恥ずかしい夢（作曲：後藤次利）
- 中条きよし
  - つくづく一途（作曲：都志見隆）
  - 罪の味（作曲：都志見隆）
- 永瀬はるか
  - ハウ・ツー天国（作曲・編曲：山崎燿）
  - 真夏のマーメイドたち（作曲・編曲：山崎燿）
  - ナミダメ（作曲・編曲：山崎燿）
  - ヘンかな？（作曲・編曲：山崎燿）
  - 愛はコラボ（作曲・編曲：コモリタミノル）
  - パパラッチ（作曲・編曲：コモリタミノル）
- 中西圭三
  - Tears In Heart（作曲：中西圭三, Michael Brown）
  - 願い（作詞：村野耕治／作曲：中西圭三, J Stack） - 補作詞担当
- 中村あゆみ
  - ダ・メ・オ・ト・コ（作曲：中村あゆみ, 鎌田ジョージ）
- 仲村知夏
  - ひとりぼっちに帰らない（詞・曲：Richard Joel Rosenblatt, Richie Cordell） - 日本語詞担当 ※ドラマ「スワンの涙」
- 中村由真
  - 最後まで恋してた（作曲：岡本朗）
  - DA-DA（作曲：野田晴稔）
  - 素敵にLonely（作曲：関根安里）
  - 涙に鍵をかけて（作曲：近藤敬三）
  - Girl & Woman（作曲：林哲司）
  - 夕陽のルージュ（作曲：林哲司）
- 中森明菜
  - 原始、女は太陽だった（作曲：MASAKI）
  - 痛い恋をした（作曲：上田知華）
  - したたる情熱（作曲：服部隆之）
- 中山忍
  - 最後の Day Dream（作曲：松尾清憲）
  - 視線だけのハートブレイク（作曲：芹澤廣明）
  - 夏のエトランゼ（作曲：網倉一也）
- 中山秀征
  - はじけて流れた星屑みたいに（作曲：谷本新）
  - どんなにせつない夜も（作曲：多々納好夫）
  - Mr.ロンリーハート（作曲：東平だるま）
  - モザイクの時間（とき）（作曲：松野大介）
  - さらば純情（作曲：尾関裕二）
  - SPIN-HEART 夜明けまで（作曲：黒住憲五）
  - 僕たちのPage-One（作曲：松野大介）
- 夏川りみ
  - 夕映えに揺れて（作曲：都志見隆）
  - n.u.t.s.	イイかな（作曲：Kiarmann, Weber）
  - 夏の魔物	世界は愛と夢で出来ている（作曲：田中公平）
- 菜々緒
  - あなたでいいわ（作曲・編曲：鷺巣詩郎） ※映画「ヲタクに恋は難しい」
- 成田勝
  - Walking Away（詞・曲：R. Lajolo, G. Isgro, F. Rizzolo） - 日本語詞担当
- 西田ひかる
  - 午後の浜辺で（作曲：山口美央子）
  - 天使からのテレパシー（作曲：山口美央子）
  - ときめきのプロローグ（作曲：馬飼野康二）
  - 私だけの神様（作曲：馬飼野康二）
  - 星屑のFairy Tale（作曲：馬飼野康二）
  - 好きと言わずに（作曲：山口美央子）
  - 涙の PEARL MOON（作曲：中崎英也）
  - もう一度 I Love You（作曲：林哲司）
- 西田ひかる, 高橋克典
  - 幸せが胸にある（作曲：松本俊明）
- 西野妙子
  - あそぼうよ（作曲：羽場仁志）
- 二宮圭美
  - My Love あなたに
- 野上ゆかな
  - 幸せにならないで（作曲：松本俊明）
  - ジェラシーがくれた愛（作曲：都志見隆）
- 野田幹子
  - 泡の人 (作曲: 坂本洋)
- 希美まゆ
  - After Rain（作曲・編曲：西岡正通）
  - 君の正体（作曲・編曲：西岡正通）
- 野中藍
  - トキメキの言葉（作曲・編曲：林哲司）
  - 幸せの種（作曲・編曲：林哲司）
- 野水伊織
  - 恋愛コレクター（作曲：MOKU）
  - ガーデニア（作曲：MOKU）

#### ハ行
- 白竜
  - 深海魚（作曲：白竜） ※映画「セラフィムの夜」
  - 天国経由地獄（作曲：中崎英也）
  - 逢い引き（作曲・編曲：小林靖宏）
- 爆裂ノーバスター
  - 満月の細道（作曲：MOKU）
- バストアムーブ
  - Transform（作曲：Tomoki Ishizuka）
- 長谷直美
  - 欲望のダンス（作曲：黒住憲五）
  - サクラマジック（作曲：黒住憲五）
- 畠田理恵
  - ゆめ旅人（作曲：小川哲夫）
- 八方不美人
  - 地べたの天使たち（作曲：中崎英也）
  - その日を摘め（作曲・編曲：中崎英也）
  - 罰をくらえ愛で（作曲・編曲：中崎英也）
  - 魔法時間（作曲・編曲：中崎英也）
  - 蛇蠍の如く（作曲・編曲：中崎英也）
  - 玻璃の鏡（作曲・編曲：中崎英也）
  - 愛なんてジャンク！（作曲・編曲：中崎英也）
  - 流砂の恋（作曲・編曲：中崎英也）
  - 崖の花（作曲・編曲：中崎英也）
  - ディレンマ（作曲・編曲：中崎英也）
- バナナフリッターズ
  - ビカビカマーチ（作曲：赤坂東児）
- 羽田恵理香
  - 星の Heartache（作曲：かしぶち哲郎）
  - 月に祈りを（作曲：かしぶち哲郎） ※アニメ「ツレちゃんのゆううつ」
  - With Me（詞・曲：Bob Crewe, Sndy Linzar, Denny Randell） - 日本語詞担当 ※アニメ「ツレちゃんのゆううつ」
  - 笑顔はポーカーフェイス（作曲：高野冨士雄） ※アニメ「ハンサムな彼女」
  - 迷子にさせないで（作曲：山口美央子） ※アニメ「ハンサムな彼女」
- パパイヤ鈴木 & LiLiCo
  - 飲んで飲んで（作曲・編曲：コモリタミノル）
- 浜田理恵
  - 悲しみを受けとめて（作曲・編曲：山元拓巳） ※アニメ「ハンサムな彼女」
  - ハミングバード（作曲：都志見隆）
  - せつない想い（作曲：都志見隆）
- 早坂好恵
  - ちゃんと（作曲：手代木克仁）
  - ナ・カ・ヨ・シ（作曲：松本俊明）
  - 天使のバカヤロー（作曲：松本俊明）
  - 恋愛用語の基礎知識（作曲：谷本新）
  - どつぼ（作曲：松本俊明）
  - ドンパチ（作曲：松本俊明）
  - 星降る砂浜（作曲：松本俊明）
  - キミは大丈夫（作曲：高橋研）
  - ガンバロウ（作曲：松本俊明, はやしこば）
  - ギャグ（作曲：松本俊明）
  - ハレルヤ（作曲：松本俊明）
  - ばきゅん！（作曲：谷本新）
  - 恋はあはは（作曲：松本俊明）
  - オカドチガイ（作曲：松本俊明）
  - 底ぬけ脱線ガール（作曲：松本俊明）
  - ぎゃふん（作曲：松本俊明）
  - 発恋（作曲：松本俊明）
  - キミに本命申し上げます（作曲：松本俊明）
  - 黄昏にようこそ（作曲：松本俊明）
  - 逆転タイフーン（作曲：松本俊明） ※アニメ「秘密の花園」
  - はらほろひれはれ（作曲：松本俊明） ※アニメ「秘密の花園」
  - かたくなかたくな（作曲：松本俊明）
  - 絶対！（作曲：松本俊明）
  - 神様ほしい（作曲：松本俊明）
  - まっすぐ（作曲：松本俊明）
  - バイバイ涙（作曲：松本俊明）
  - 絶対！Part2（作曲：松本俊明） ※アニメ「らんま1/2」
- 林原めぐみ
  - 天国の記憶（作曲・編曲：大森俊之） ※アニメ「新世紀エヴァンゲリオン」
- 春野寿美礼
  - 終わりない旅（作曲・編曲：大島ミチル） ※テレビ番組「地球見聞録」
- パンキー・レモンキッズ
  - 夢で会えるよ（作曲・編曲：宮川彬良） ※NHK「フルーツ・サンデー」
- B-dash
  - 大和撫子スーパースター（作曲・編曲：アキレス ダミゴス） ※「96フォーミュラ・ジャパン」イメージソング
- 光GENJI
  - Jessieに首ったけ（作曲：もりくん）
- 日髙のり子
  - ハート２ぶんのないしょ（作曲・編曲：川井憲次） ※アニメ「らんま1/2」
  - アホNo.５（作曲：東郷昌和）
- 檜山修之
  - 黄昏に背を向けて（作曲：清岡千穂） ※アニメ「遊幽白書」
- 広瀬倫子
  - 愛を舐めるな（作曲：来生たかお）
- Bu-Lingery
  - Real Age（作曲：MICK）
- 4U
  - まずはキスから（作曲：中西圭三, 小西貴雄）
- 深野晴美
  - 土曜日のアマン（作曲：堀江童子）
  - そっと愛して（作曲：堀江童子）
- 藤あや子
  - 逢いたい（作曲：山口美央子）
  - 二度目の桜（作曲：梶原秀剛）
  - 風に揺れる花（作曲：山口美央子）
  - 空夢の日々（作曲：貴咏史）
  - 慕情（作曲：澤近泰輔）
  - いい人（作曲：山口美央子）
  - ミッドナイトコール（作曲：山口美央子）
  - リフレイン（作曲：山口美央子）
  - ほろほろ（作曲：川上明彦）
  - 薔薇ホテル（作曲：山口美央子）
  - そういう関係（作曲：山口美央子）
  - もう抱かないで（作曲：山口美央子）
  - 真珠（作曲：山口美央子）
  - いくつもの星が流れ（作曲：都志見隆）
- 藤井香愛
  - 一夜桃色（作曲：幸耕平）
  - 名残りの恋（作曲：幸耕平）
  - 夢告鳥（作曲：幸耕平）
  - ラストノート（作曲：幸耕平）
  - 純情レボリューション（作曲：幸耕平）
  - うらはら（作曲：幸耕平）
  - 最後のわがまま（作曲：幸耕平）
- 藤崎詩織
  - 夢を抱きしめていて（作曲：M Rie）
- 藤谷美紀
  - 永遠のゆびきり（作曲：谷本新）
  - 夕陽の一滴（しずく）（作曲：崎谷健次郎）
  - 微成年〜みせいねん（作曲：山口美央子）
- Pretty Panic
  - 恋はぐるんぐるん（作曲：中西圭三, 小西貴雄）
- 古市了一＆Marubu Brothers
  - 神様は見ているよ（作曲：松岡裕之）
  - 透明な糸（作曲：松岡裕之）
- 古市了一＆黒住憲五
  - 反省しよう、手遅れになる前に（作曲：松岡裕之）
- 古市了一＆三宅奈緒子
  - ナレソメ（作曲：松岡裕之）
- 星野由妃
  - 優しさの温度（作曲：上田知華）
- 細江真由子
  - 花束（作曲：鈴木キサブロー）
  - 雨の祈り（作曲：おぐらさとし）
- 細川直美
  - Beat Boyにご用心（作曲：網倉一也）
  - 十月人魚（作曲：平松愛理）
- ポピンズ
  - 秘密100パーセント（作曲：馬飼野康二）
  - リップ・スキャンダル（作曲：太田裕美）
- 堀江美都子
  - いっとうしょうたいそう３（作曲・編曲：池毅）
- ホワイト・タイガース
  - 魔法の国の冒険者（作曲：網倉一也） ※「イリュージョン」イメージソング
  - 晴れのちイリュージョン（作曲：松本俊明）
- 本名陽子
  - 蒼空のために（作曲：内田光一）
  - 友達のままで（作曲：山本健司）

#### マ行
- 前川清
  - 今がチャンスさ（作曲：渡部大介）
  - 恋未遂（作曲：高橋ヒロ）
- 真木ことみ
  - 眠る貝殻（作曲：坂本洋）
  - ナイト・フライト（作曲：坂本洋）
  - 淡雪の人（作曲：坂本洋）
- マグロニカン
  - まっさらな地図（作曲：白山貴史）
- マセキ里穂
  - 不思議なシーズン（作曲：The Shamrock）
- 松崎しげる
  - Wanderer（作曲・編曲：Blues T） ※アニメ「COBRA」
- 松平健
  - マツケンでGO!（作曲：宮川彬良）
- 松本梨香
  - 恋の毒（作曲・編曲：保刈久明） ※アニメ「ぼくのマリー」
- 祭nine.
  - 太陽ZAN-MAI（作曲：mu-ray）
- 三浦理恵子
  - 涙のつぼみたち（作曲：都志見隆）
  - 水平線でつかまえて（作曲：都志見隆）
  - Jokeにもならない恋（作曲：都志見隆）
  - 神様からもらったチャンス（作曲：都志見隆）
  - 天使のいる渚（作曲：都志見隆）
  - 抱きしめてDestiny（作曲：菅井えり）
  - 楽園のトリコ（作曲：小森田実） - 補作詞担当 ※アニメ「モンタナ・ジョーンズ」
  - かなしい秘密（作曲：羽田一郎）
  - この愛がバイブル（作曲・編曲：菅井えり）
  - 永遠（とわ）のひとひら（作曲：菅井えり）
  - 想い出がはじまる（作曲：都志見隆）
  - 友達より遠い人（作曲：松本俊明）
  - 天気雨の街から（作曲：安部恭弘）
  - 素敵なラビリンス（作曲：都志見隆）
- MISIA
  - 愛はナイフ（作曲：Shusui, Carl Sahlin）
- 三浦秀美
  - 幻になるまで（作曲・編曲：井上日徳） ※アニメ「うしおととら」
- 美川憲一
  - 女王蜂（作曲：徳久広司）
- 美木良介
  - ごめんね（作曲：岡本朗）
- MIQ
  - 過激気！（作曲：岩崎貴文） ※戦隊ドラマ「獣拳戦隊ゲキレンジャー」
- 水木一郎
  - セイリング未来へ（作曲：鈴木キサブロー） ※アニメ「サブマリンスーパー99」
- 水橋春夫グループ
  - GS I LOVE YOU（作曲：水橋春夫）
  - 深夜特急（作曲：水橋春夫）
  - Under My Skin（水橋春夫）
  - 考える人再び（作曲：水橋春夫）
  - 愛しきJean（作曲：水橋春夫）
  - バトルフィールド（作曲：水橋春夫）
  - エヴァリーを追いかけて（作曲：水橋春夫）
  - 愛のガラクタ（作曲：水橋春夫）
  - ・・・られない（作曲：水橋春夫）
  - 笑える才能（作曲：水橋春夫）
  - 考える人（作曲：水橋春夫）
  - 黄昏の記憶（作曲：水橋春夫）
  - 潮時（作曲：水橋春夫）
  - 一瞬の永遠（作曲：水橋春夫）
  - 三日月に酔う（作曲：水橋春夫）
  - 空が哭く（作曲：水橋春夫）
  - 優しい女（作曲：谷野ひとし）
  - いまどきの孤独（作曲：水橋春夫）
- 水原尚子
  - 夜叉（作曲：堀江童子） ※ドラマ「月曜女のサスペンス」
- 三石琴乃
  - A・HA・HAの勇気（作曲：見良津健男）
- 水島由子
  - ホントの幸せ（作曲・編曲：坂本洋） ※アニメ「魔法騎士レイアース」
- 観月ありさ
  - 優しい夜に逢いましょう（作曲：羽場仁志）
  - 悲しみは進化する（作曲・編曲：小林武史）
- 翠千賀
  - 鬼火（作曲・編曲：塩入俊哉）
- 皆川ユキ
  - Love or Dream（作曲：宇崎竜童）
  - Slender（作曲：宇崎竜童） ※CM「ワコール・ヒップスター」
- 南青山少女歌劇団
  - チャンス到来（作曲：大門一也）
- 南かなこ
  - もくれん（作曲：弦哲也）
- 峰さを理
  - 男もダバダ（作曲：伊藤彰） ※テレビ番組「女はダバダ」
- ミネハハ（MINEHAHA）
  - 龍の申し子（作曲：大森俊之） ※和歌山県イメージソング
  - 星の行方（作曲：乃咲利帆）
  - 夢の所（作曲：乃咲利帆）
  - 白い糸（作曲：鈴木裕子）
  - 夢添うてぃ（作曲：森尾靖子） ※コナミ・ゲーム「Pop'n Music」
- 峰竜太, 松本明子
  - ざけんじゃねぇぞ（作曲：かまやつひろし）
- 三宅晴佳
  - ぐるぐるフォーリンラヴ（作曲・編曲：鷺巣詩郎） ※映画「ヲタクに恋は難しい」
- 宮村優子
  - 幸せの別名（作曲・編曲：大森俊之）
  - 愛なんて（作曲：田中公平）
  - G.G.（作曲・編曲：配島邦明）
  - Mine（作曲・編曲：長谷部徹）
- Millio
  - Your Forever（作曲：上田益）
- みわゆうこ
  - み〜んなだいすき（作曲：いけたけし） ※テレビドラマ「ひらけ！ポンキッキ」
- 宮前真樹
  - 夢へのポジション（作曲：アルフライラ） ※ゲーム「ストリートファイターII」
  - 幸せの別名（作曲：大森俊之）
- 持月玲依
  - 恋は刹那の夢ですわ（作曲・編曲：神津裕之） ※アニメ「戦国乙女〜桃色パラドックス」
- 桃井はるこ
  - キラキラ輝く（作曲：桃井はるこ）
- 森川美穂
  - Veil（作曲：山田晃士）
- MORISAKI WIN
  - 俺こそオンリーワン（作曲：フワリ） ※特撮ドラマ「暴太郎戦隊ドンブラザーズ」
- 森山良子
  - もういちど恋愛感情（ラヴアフェア）（作曲：森山良子）
  - これからの季節（作曲：野田晴稔）
- 茂呂田かおる
  - 想いをあなたに（作曲：前田克樹） ※アニメ「うさぎちゃんでCue！」

#### ヤ行
- 矢樹広弓
  - 優しい気持ちのオムニバス（作曲：山崎利明）
- 谷沢豪
  - 抱かれながら（作曲：幸耕平）
- やしきたかじん
  - 東京（作曲：川上明彦）
  - 心はいつも（作曲：やしきたかじん） - 宝塚歌劇『パパラギ』劇中歌
  - さよならが言えるまで（作曲：坂本洋）
  - 泣いたら負け（作曲：坂本洋）
  - エゴイズム（作曲：坂本洋）
  - 優しい女には毒がある（作曲：坂本洋）
  - 惚れた弱み （作曲：川上明彦）
  - My Memory（作曲：Pak Jeong Won） - 日本語詞担当 ※ドラマ「冬のソナタ」
  - 最初から今まで（作曲：Seok Jun Oh, Hae Jun You） - 日本語詞担当 ※ドラマ「冬のソナタ」
  - そんな女（作曲：濱田金吾）
  - 幸せをもう一度（作曲：来生たかお）
  - 想い出にて（作曲：来生たかお）
  - まだ夏が終わらない（作曲：山口美央子）
  - 笑うしかないさ（作曲：坂本洋）
  - 愛と打算とプライドと（作曲：坂本洋）
  - アバウト（作曲：坂本洋）
  - 最後だけ私のために（作曲：山口美央子）
  - おまえの男なんだ（作曲：坂本洋）
  - Process for Love（作曲：坂本洋）
  - 待ってあげて（作曲：来生たかお）
  - シエスタ（作曲：川上明彦）
  - JINX（作曲：都志見隆）
  - 悪党（作曲：川上明彦）
  - いつか笑える（作曲：坂本洋）
  - 男に生まれてきたかった（作曲：坂本洋）
  - 時代が女の味方なら（作曲：鈴木キサブロー）
  - 冷たい炎（作曲：坂本洋）
  - 遊び慣れてる大人のように（作曲：川上明彦）
  - 覚悟の恋（作曲：坂本洋）
  - 思い出したくないことほど忘れてしまえない（作曲：坂本洋）
  - 天国はまだ待ってくれる（作曲：坂本洋）
  - いとしい想い（作曲：坂本洋）
  - 観覧車（作曲：山口美央子）
  - 想い出にできない（作曲：坂本洋）
  - 夢見る男のために（作曲：川上明彦）
  - 見えない糸（作曲：都志見隆） ※CM「MBS骨髄移植啓発キャンペーン」
  - 胸に降る雨（作曲：都志見隆）
  - 街をはなれて（作曲：岸正之）
  - 女の純情知らんくせに（作曲：川上明彦）
  - いまさら泣けてくる（作曲：川上明彦）
- 矢島晶子
  - 愛はまだ泣かない（作曲・編曲：周防義和） ※アニメ「新機動戦記ガンダムW」
- YASU
  - 勇気のファイター（作曲・編曲：葉山たけし） ※アニメ「うしおととら」
  - 悲しみの逆襲（作曲・編曲：西脇辰弥） ※アニメ「うしおととら」
- 山口かおる
  - 運命じゃない（作曲・編曲：中崎英也）
  - 夢で抱いて（作曲・編曲：中崎英也）
  - アダルトモード（作曲：中崎英也）
- 山口弘美
  - 愛しかたを教えて（作曲：多々納好夫）
  - ショック！（作曲：都志見隆）
- 山口美央子
  - 酔待月（作曲：山口美央子）
- 山崎亜弥子
  - 男だろっ！（作曲：高橋一路） ※アニメ「キャプテン翼J」
- 山﨑賢人
  - 僕に何ができるのだろう（作曲：鷺巣詩郎） ※映画「ヲタクに恋は難しい」
  - 揺れる（作曲・編曲：鷺巣詩郎） ※映画「ヲタクに恋は難しい」
- 山崎たくみ
  - 涙の地図（作曲：関口敏行） ※アニメ「魔法騎士レイアース」
- 山田邦子
  - PIKKA-PIKA（作曲：伊藤彰） ※バラエティー「女はダバダ」
- 山野さと子
  - 幸せふわり（作曲・編曲：こさかあきこ）
  - キミに負けないように（作曲：TA.Cool） ※アニメ「グランダー武蔵RV」
  - じゃあまたね（作曲：鷺巣詩郎）
  - With You（作曲：岸正之） ※アニメ「大草原の小さな天使〜ブッシュベイビー」
  - 微笑みでプロローグ（作曲：岸正之） ※アニメ「大草原の小さな天使〜ブッシュベイビー」
  - さよならの物語（作曲・編曲：宮川彬良） ※アニメ「大草原の小さな天使〜ブッシュベイビー」
- 山本リンダ
  - 恋は呪文よ！アブダカダブラ（詞・曲：Dennen, Thibaut, Lucarelli） - 日本語詞担当
  - リンダのあまい囁き（詞・曲：Michaele & G.Ferrio） - 日本語詞担当
  - 18才の彼（詞・曲：P.Sevran, S.Lebrain, P.Auriat） - 日本語詞担当
  - 哀しみのシンフォニー（詞・曲：Dossena, Valgrand, Renard） - 日本語詞担当
  - スーヴニール（詞・曲：Stellita, Colzi, Cossu, Marrale） - 日本語詞担当
  - 夢のラスト・タンゴ（詞・曲：R.Vincent, R.Meakin, B.Libert） - 日本語詞担当
- YAYA
  - 顔がキライ（作曲：棚部陽一）
- ゆうゆ
  - 渚のリボン（作曲：TSUKASA）
  - 10月75日（作曲：川上泰子）
  - ロマンティック・マーケット（作曲：TSUKASA）
  - サヨナラ志願（作曲：小森田実）
  - 戸惑いリグレット（作曲：長沢ヒロ）
  - ドラマティックにいちぬけた（作曲：小森田実）
  - にぶんのYES（作曲：小森田実）
  - せつないわけの朝寝坊（作曲：小森田実）
  - メトロポリス・ハネムーン（作曲：小森田実）
  - 黄昏のラインダンス（作曲：山本貫太郎）
  - ちょっとほの気のタイミング（作曲：小森田実）
  - 夢見るチャンネル（作曲：小森田実）
  - 秘密のクロール（作曲・編曲：後藤次利）
  - あんちょこ抜きのラブソング（作曲：小森田実）
  - はてなが咲いた（作曲・編曲：佐藤準）
  - 時計じかけの片想い（作曲：小森田実）
  - マイナス３℃（作曲：後藤次利）
  - 夢で逢えたらバンド	Forever Friend（作曲：八田雅弘） ※テレビ番組「夢で逢えたら」
- 吉岡忍
  - 星の奇跡（作曲：小池雄治）
  - 春の風（作曲：吉良知彦）
  - 翼があるなら（作曲：辻畑鉄也）
  - この胸でおやすみ（作曲：British Traditional）
  - ２つの願いが叶うなら（作曲：Russian Traditional）
  - たからもの（作曲：Jahannes Brahms）
- 吉住渉
  - 私だけの主人公（ヒーロー）（作曲：高野冨士雄） ※アニメ「ハンサムな彼女」
- 吉田朋代
  - まぶしい瞳	Single	1994	作曲：井上ヨシマサ／編曲：ATOM CM「花王メリットシャンプー&リンス」
- 吉成圭子
  - いつか輝く	Single	1995	作曲：湯川トーベン／編曲：松尾早人 アニメ「魔法戦士レイアース」

#### ラ行
- LAMPA
  - All My Love（作曲：白井良明）
- Rie ScrAmble
  - 私らしくてもいいんじゃない（作曲・編曲：荒木真樹彦）
  - ダメなのか!?（作曲・編曲：荒木真樹彦）
  - 文句があるなら来なさい！（作曲・編曲：荒木真樹彦）
- Little Black Dress
  - 心に棲む鬼（作曲：馬飼野康二・LIANTIAN、編曲：船山基紀）
- Re:NO
  - 戦場の女神たち（作曲：MOKU）
  - 悲しみの正体（作曲：MOKU）
- Ryu
  - Moment（作詞：Ryu／作曲・編曲：イ・ファンジン） - 日本語詞担当 ※ドラマ「冬のソナタ」
- リュ・シウォン
  - 幾億の星の中（作曲：MOKU）
- Rooky
  - 夢のチカラ（作曲・編曲：平間あきひこ） ※アニメ「ごぞんじ月光仮面くん」
- Les, TPD
  - 気持ちはING（作曲：T.Kimura, EXPENCE BOY）
- レモン・エンジェル
  - 涙ノックアウト（作曲：大堀薫）
- Logic System
  - 桜繚乱（作曲：入江純）
  - 万葉伝説（作曲：入江純）
  - 薄紅浪漫（作曲：入江純）

#### ワ行
- 和田アキ子
  - 絶対に泣かない（作曲：井上ヨシマサ）
  - 失恋（作曲：松尾清憲）
  - 幸せかもしれない（作曲：大田黒裕司）
  - 惚れたはれたの前に（作曲：SHIKAMON）
- 和田加奈子
  - Wake Up Dream（作曲：中崎英也） ※CM「森永乳業Piknik」
  - パッシング・スルー（作曲：林哲司） ※CM「三菱ミニカ・マスコットソング」
- 和田青児
  - For My Angel（作曲：林浩司）
  - Happy Virsion（作曲：林浩司）

#### 不明
- ドアを開けて（作曲：大澤徹訓）
- Dear Friend（作曲：坂元優）
- ぜんぶ愛のため（作曲：山口美央子）

### アニメ主題歌・挿入歌
- 「ジョジョの奇妙な冒険」
- 「ファイ・ブレイン 神のパズル」
- 「戦国乙女〜桃色パラドックス〜」
- 「コブラ」
- 「ひまわりっ!」
- 「新世紀エヴァンゲリオン」
- 「パーマン」
- 「潜水艦スーパー99」
- 「絆」
- 「電脳冒険記ウェブダイバー」
- 「うさぎちゃんでCue!!」
- 「超神姫ダンガイザー」
- 「ブルージェンダー」
- 「ごぞんじ!月光仮面くん」
- 「ぐるぐるタウンはなまるくん」
- 「Dancing Blade かってに桃天使!」
- 「ミサの魔法物語」
- 「Bビーダマン爆外伝」
- 「スーパーフィッシング グランダー武蔵」
- アニメーション映画「ANASTASIA」
- 「名探偵コナン」
- 「マスターモスキートン'99」
- 「魔法騎士レイアース」
- 「きまぐれオレンジ☆ロード」
- 「新機動戦記ガンダムW」
- 「怪盗セイント・テール」
- 「ぼくのマリー」
- 「ガーディアンヒーローズ」
- 「エンジェル・グラフティー」
- 「トワイライトシンドローム」
- 「モンタナ・ジョーンズ」
- 「キャプテン翼J」
- 「幽☆遊☆白書」
- 「魔神英雄伝ワタル」
- 「ここはグリーンウッド放送局」
- 「大草原の小さな天使〜ブッシュベイビー」
- 「ツレちゃんのゆううつ」
- 「うしおととら」
- 「秘密の花園」
- 「わたしとわたし ふたりのロッテ」
- 「ハンサムな彼女」
- 「ここはグリーンフッド」
- 「愛と剣のキャメロット」
- 「らんま1/2」
- 「プロジェクトA子」

### テレビ番組テーマ曲・使用曲
NHK／教育／BS
- 「ひとりでできるもん!」
- 「フルーツサンデー」
- 「ときめき夢サウンド」

日本テレビ
- 「快快!高田病院へ行こう」

TBSテレビ
- 「エンプラ」
- 「地球見聞録」
- 「ウルトラマンマックス」

フジテレビ
- 「ウゴウゴルーガ」
- 「ウッチャンナンチャンのやるならやらねば!」
- 「夢で逢えたら」
- 「クイズ!年の差なんて」
- 「ひらけ!ポンキッキ」
- 「ミュージックフェア」
- 「女はダバダ」

テレビ朝日
- 「暴太郎戦隊ドンブラザーズ」
- 「手裏剣戦隊ニンニンジャー」
- 「獣拳戦隊ゲキレンジャー」
- 「忍風戦隊ハリケンジャー」
- 「まいど!音楽ラスベガス」
- 「ウィークエンドライブ 週刊地球TV」

テレビ東京
- 「徳光和夫の情報スピリッツ」

### その他
- 和歌山市立藤戸台小学校校歌「希望のしるし」（作曲：小坂明子）[17]
- 映画「ヲタクに恋は難しい」
- 和歌山県イメージソング
- 福島復興応援ソング
- パチスロ「エヴァンゲリオン」
- メディカルケア・イメージソング「かがやき」
- 新パチスロ「エヴァンゲリオン〜魂の軌跡」
- 熊野古道ランドマークソング「奇跡の森」「凪の時間」「誓い」
- ミュージカル「テニスの王子様」
- 大京ライオンズマンション・イメージソング「優しさのメッセージ」
- コナミ・ゲーム「Pop'n Music」
- ポーラ化粧品・社歌「My Dream POLA」
- CM「ワコール・ヒップスター」
- 「96フォーミュラ・ジャパン」イメージソング
- 映画「セラフィムの夜」
- ゲーム「ストリートファイターII」
- 「横浜ベイスターズ」応援歌「横浜 Boy Style	Single	1992」「WINNING」
- 映画「七人のおたく」
- 「FASCINATION」日本公演イメージソング
- 「イリュージョン」イメージソング
- おかあさんといっしょ「ビビビビーム!」（作曲：池毅）[18]

### 音楽ゲーム
- 夢添うてぃ
  - KONAMI『pop'n music4』収録曲 - 作詞(2000年)
- どうなっちゃって
  - KONAMI『pop'n music5』収録曲 - 作詞(2000年)

### ミュージカル・舞台
- チョコレートドーナツ（主演：東山紀之） ※映画『チョコレートドーナツ』より - 日本語詞担当
- ヘドウィグ・アンド・アングリーインチ - 日本語詞担当
- ミュージカル「PRISCILLA」 - 日本語詞担当
- 音楽活劇「レディ・ゾロ」
- ミュージカル「パナマ・ハッティー」 - 日本語詞担当
- 大地真央・グランドショウⅢ - 日本語詞担当
- ジャニーズJr.「24時間 With Me」
- 大地真央・グランドショウⅡ - 日本語詞担当
- パリ祭	はかない愛だとしても - 日本語詞担当
- 大地真央・グランドショウ - 日本語詞担当
- ミュージカル「カルメン」 - 日本語詞担当
- ミュージカル「PAPER MOON」 - 日本語詞担当
- 大地真央・コンサート／リサイタル／ディナーショー - 日本語詞担当
- ミュージカル「ANYTHING GOES」 - 日本語詞担当
- ミュージカル「KIDS IN THE KITCHEN」

## 著書
- あした「理想の自分」になるルール（2003年7月1日、イーストプレス） ISBN 978-4872573695
- 夢の印税生活者（2003年11月1日、講談社） ISBN 978-4062121354
- 破婚: 18歳年下のトルコ人亭主と過ごした13年間(2016年7月29日、新潮社) ISBN 978-4103501411
- ネコの手も貸したい 及川眠子流作詞術(2018年7月20日、リットーミュージック) ISBN 978-4845632671
- 誰かが私をきらいでも（2019年1月16日、ベストセラーズ） ISBN 978-4584138984
- 猫から目線（2020年8月19日、ベストセラーズ、沖昌之と共著） ISBN 978-4584139677

### 関連書
- ネコイズム~及川眠子作品集（2018年2月21日、ポニーキャニオン）[19] ASIN B0788XVFT1

## 出演

### テレビ
日本テレビ
- 踊る！さんま御殿！！[20]

TBSテレビ
- 白熱ライブ ビビット
- 結婚したら人生劇変！○○の妻たち
- 有吉ジャポン
- その他の人に会ってみた

フジテレビ
- バイキング
- アウト×デラックス
- ノンストップ！
- みんなのニュース
- Live News it！

テレビ朝日
- グッド！モーニング
- 羽鳥慎一モーニングショー
- 激レアさんを連れてきた。[4]

テレビ東京
- マジか！その後の人生
- ABChanZOO（えびチャンズー）